# Basilica Ulpia
Basilica Ulpia (Bazilica Ulpia) este o bazilică civilă construită în Roma între anii 107, data triumfului lui Traian pentru victoriile sale în Dacia și 112 d.Hr., data inaugurării Forului lui Traian. Planul bazilicii este probabil opera arhitectului Apolodor din Damasc (care a servit ca inginer-șef pentru Traian în timpul campaniilor din Dacia), dar rolul său in construcții nu este bine stabilit.
Astăzi, practic nu a mai rămas nimic din această bazilică, cu excepția unor resturi de coloane și elemente răzlețe precum anumite basoreliefuri din Arcul lui Constantin.

## Localizare
Bazilica Ulpia face parte din forul lui Traian. Este situată între piața centrală a forului, a cărei latură de nord o închide, și Columna lui Traian

## Funcții

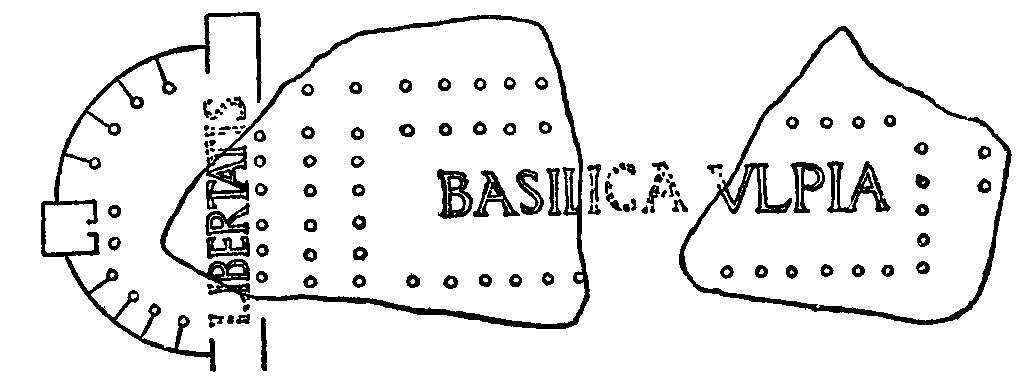
Reconstituirea fragmentelor din Forma Urbis, Encyclopædia Britannica, 1911.

Bazilica putea, la fel ca alte bazilici civile, să fie folosită pentru activități judiciare, bancare sau comerciale. Ai fi putut să te plimbi acolo.
Un fragment din Forma Urbis Severiana poartă inscripția „Libertatis” pe absida de nord-est, ceea ce sugerează că bazilica ar fi putut moșteni funcțiile vechiului  Atrium Libertatis construit de Asinius Pollion și distrus în timpul construcției forului lui Traian, în care aveau loc ceremoniile de manumitere a sclavilor.
Cercetări recente care au invalidat parțial planul general acceptat al Forului lui Traian i-au determinat pe unii istorici să plaseze Bibliotheca Ulpia în absidele bazilicii.

## Istoric

### Construcție
Arhitectul Forului lui Traian a inovat în raport cu alte Forurile Imperiale neplasând pe axa pieței centrale un templu dedicat unei divinități protectoare, ci o bazilică civilă, botezată cu numele ginții Împăratului. În ziua inaugurării bazilicii, în ianuarie 112, ea a devenit cea mai mare bazilică din Roma, deplasând un pic centrul politic al Forumului Roman spre Forurile Imperiale.

### Influență
Constantin cel Mare s-a inspirat din planul bazilicii pentru primele biserici creștine si l-a folosit ca model pentru a finaliza marea Basilică a lui Maxentius.

### Vestigii
Au rămas foarte puține vestigii de la Bazilica Ulpia și doar partea centrală este încă vizibilă: căi moderne au fost construite deasupra a două abside, la vest Via dei Fori Imperiali, stradă largă construită de Benito Mussolini, iar la est Scalinata di Magnanapoli. Fragmente ale coloanelor descoperite au fost ridicate pe bazele lor de origine, dar nu aparțin bazilicii.

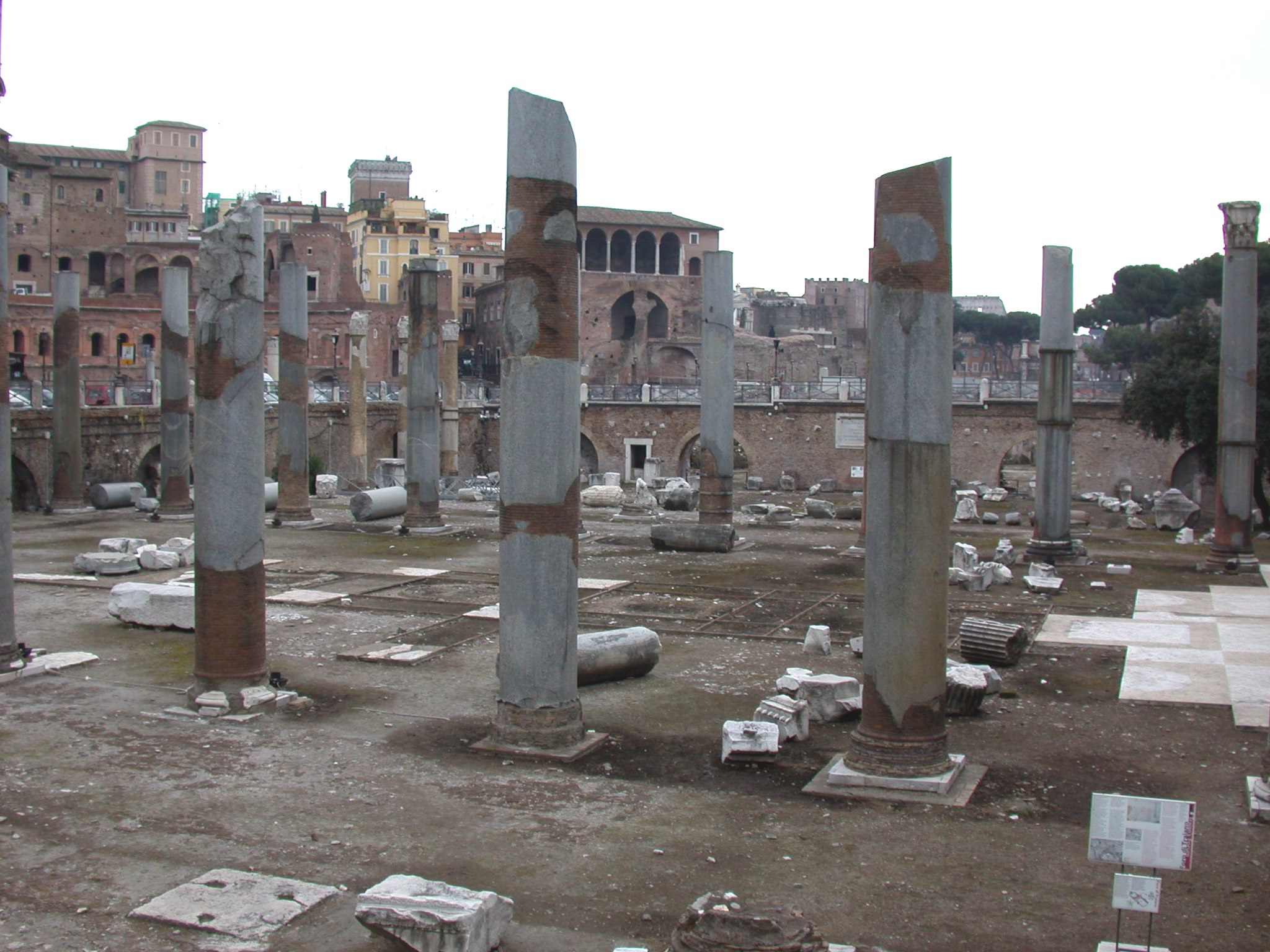
Vestigii ale bazilicii.
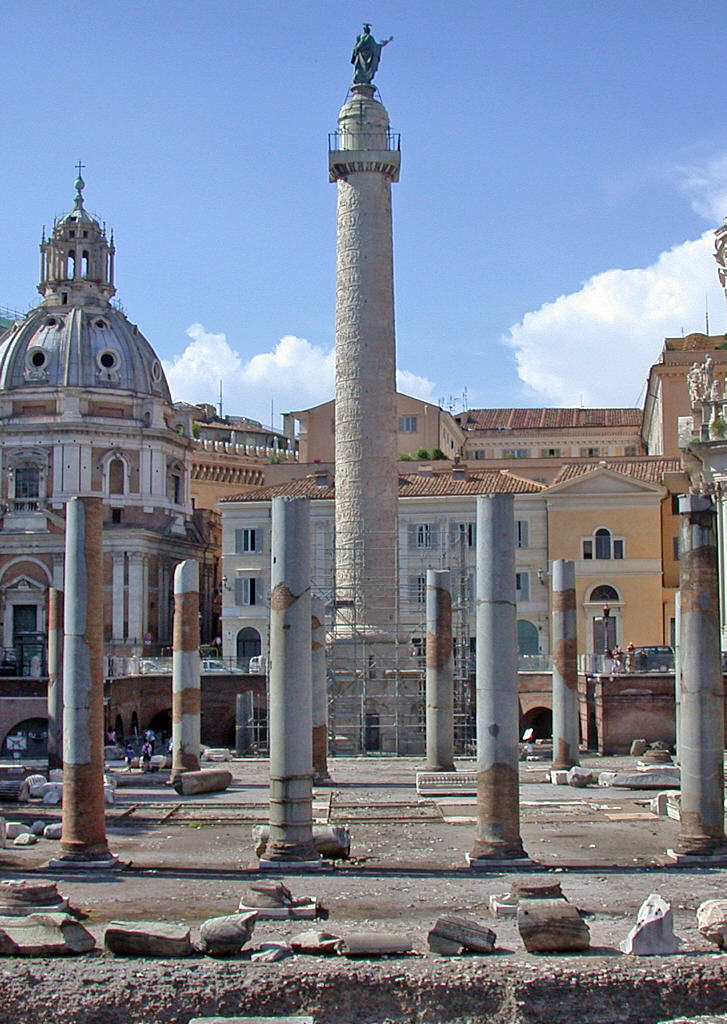
Vestigii ale bazilicii și Columna lui Traian în fundal.
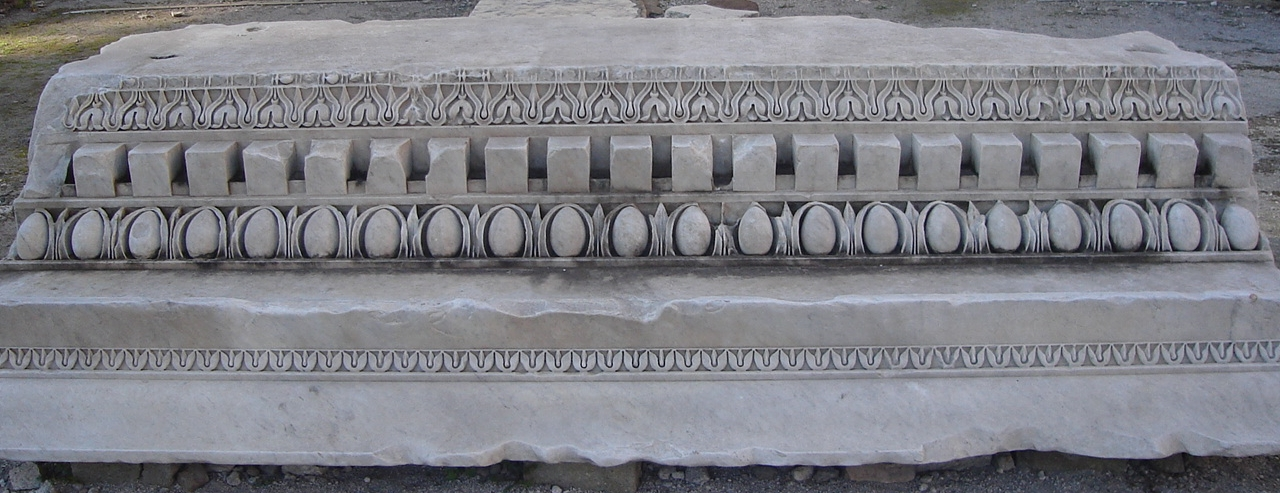
Fragment al unei cornișe.
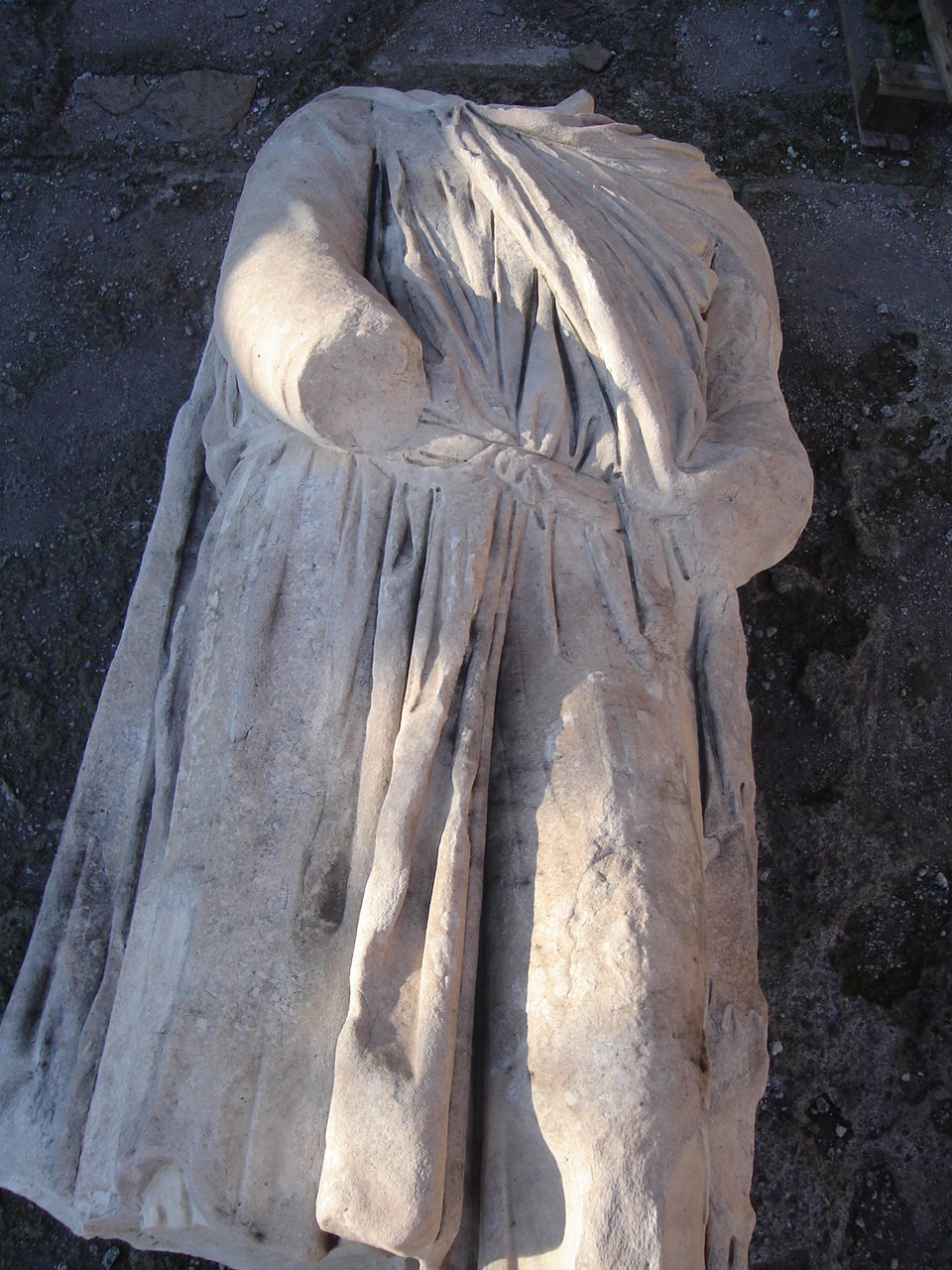
Resturi ale unei statui de marmură albă a unui prizonier dac, realizată între 106 și 113.

## Arhitectură

### Exterioară

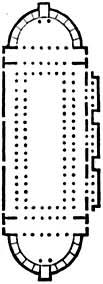
Planul la sol al Bazilicii Ulpia, 1847.

Bazilica formează pe sol un dreptunghi mare, mărit cu două abside la fiecare capăt. Are 117 metri lungime (170 metri inclusiv absidele) și 59 metri lățime. Pereții bazilicii sunt acoperiți cu marmură, iar acoperișul acestuia, la 50 de metri deasupra solului, este din lemn acoperit cu țigle de bronz aurit. Bazilica stă pe un podium cu trei trepte din marmură galbenă antică, care ridică solul cu aproximativ un metru față de solul pieței centrale a forului. Pe această latură, fațada este împărțită în trei secțiuni verticale corespunzătoare fiecărei intrări, una mai largă în centru și două laterale mai mici, fiecare marcată de proiecția unei platforme și un rând de coloane suplimentare (patru pentru intrarea principală și două pentru celelalte), poate din marmură galbenă. În fața fiecărei intrări se află câte o statuie mare a lui Traian.

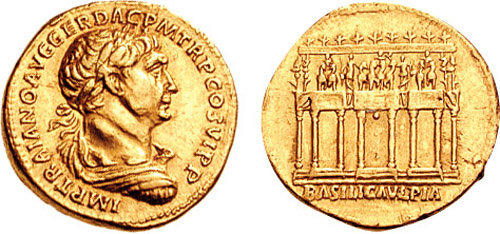
Aureus, avers: IMP T[raianus] AVG GER DAC P M TR P COS VI P P, bust laureat, drapat și cuirasat, spre dreapta; revers: fațada Bazilicii Ulpia cu trei corpuri separate „din față”, fiecare cu o bază de două coloane; deasupra epistilului din partea centrală se află o cvadrigă triumfală; figuri pe ambele laturi, lângă cvadrigă; deasupra epistilurilor laterale se află bige; apoi o pereche de vulturi legionari pe partea cea mai exterioară, în timp ce arhitrava de jos este ornamentată; BASILICA VLPIA în exergă. 7.24 grame, 8 h (Atelierul monetar din Roma), emis în 112.
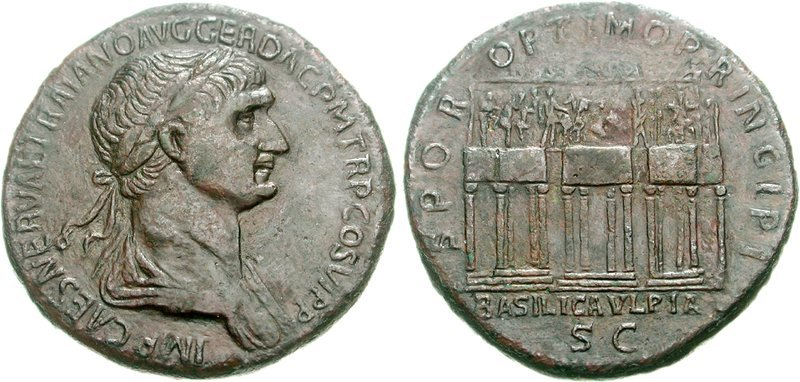
Sesterț, avers:IMP T[raianus] AVG GER DAC P M TR P COS VI P P, bust laureat, drapat și cuirasat, spre dreapta; revers: fațada bazilicii Ulpia cu trei corpuri separate „din față”, fiecare cu o bază de două coloane; deasupra epistilului din partea centrală se află o cvadrigă triumfală; figuri pe ambele laturi, lângă cvadrigă; deasupra epistilurilor laterale se află bige; apoi o pereche de vulturi legionari pe partea cea mai exterioară, în timp ce arhitrava de jos este ornamentată; BASILICA VLPIA și S[enatus] C[onsultum])[10], în exergă pe două rânduri. 25,58 grame, 6 h (Atelierul monetar din Roma), emis prin 112-115.

Coloanele susțin un antablament și un atic decorat pe toată lungimea sa de o friză lungă care poate se extinde chiar și pe celelalte trei laturi ale bazilicii, întreruptă regulat de statui ale prizonierilor daci. Aceasta este, probabil, Marea Friză a lui Traian, din care opt panouri au fost refolosite mai târziu pentru decorarea Arcului lui Constantin. Aceasta este doar o ipoteză și faptul că forumul a fost descris ca fiind într-o stare excelentă în timpul vizitei lui Constanțiu al II-lea la Roma pare să o contrazică. În centrul fațadei, deasupra aticului, a fost amplasată o cvadrigă (carul triumfal al lui Traian) înconjurat de Victorii. De-a lungul fațadei sunt fixate însemnele legiunilor care au participat la cele două războaie împotriva dacilor. Inscripțiile de pe arhitravă amintesc numele acestor legiuni.

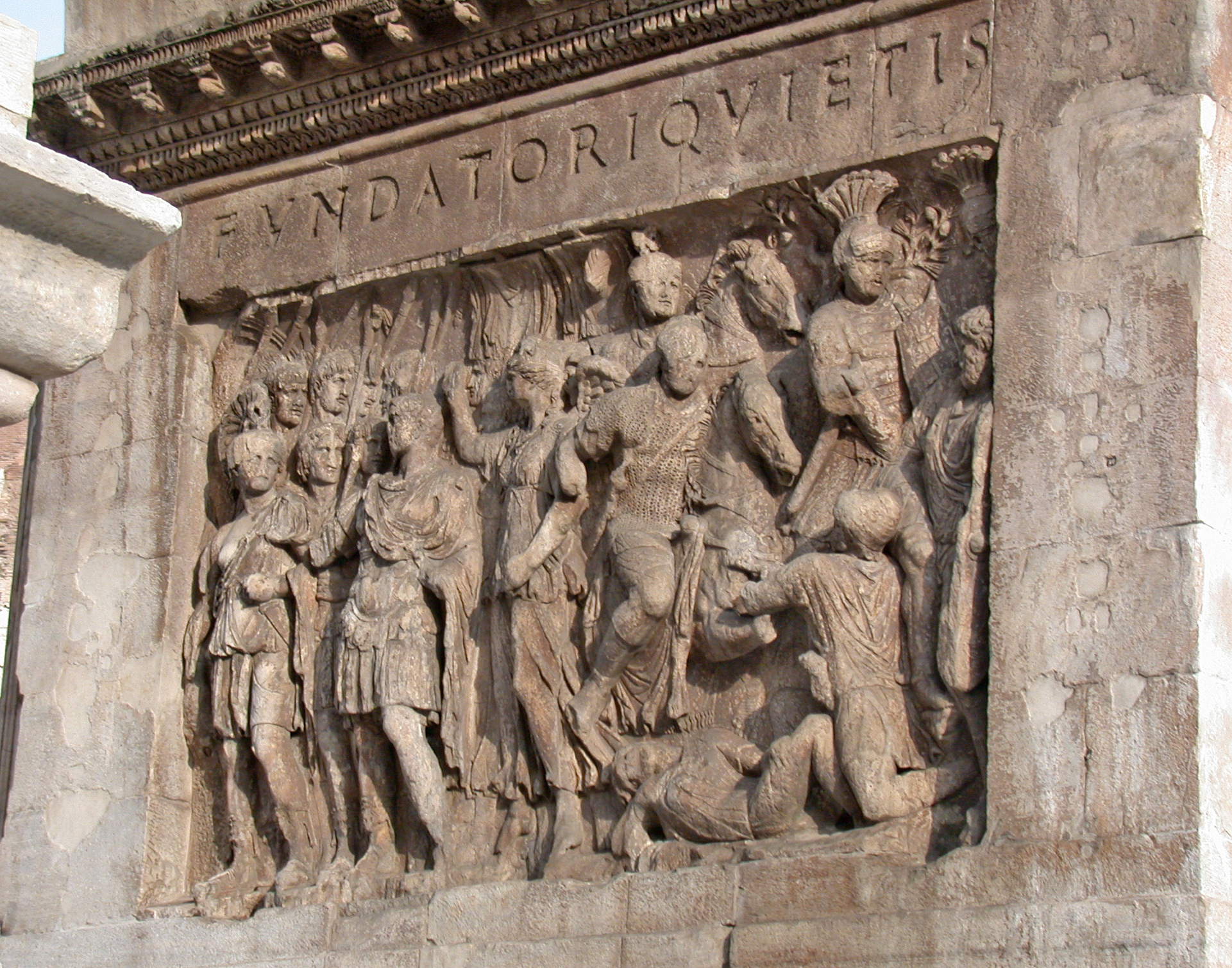
Fragment din Marea Friză a lui Traian, reutilizat pe partea de vest a Arcului lui Constantin.
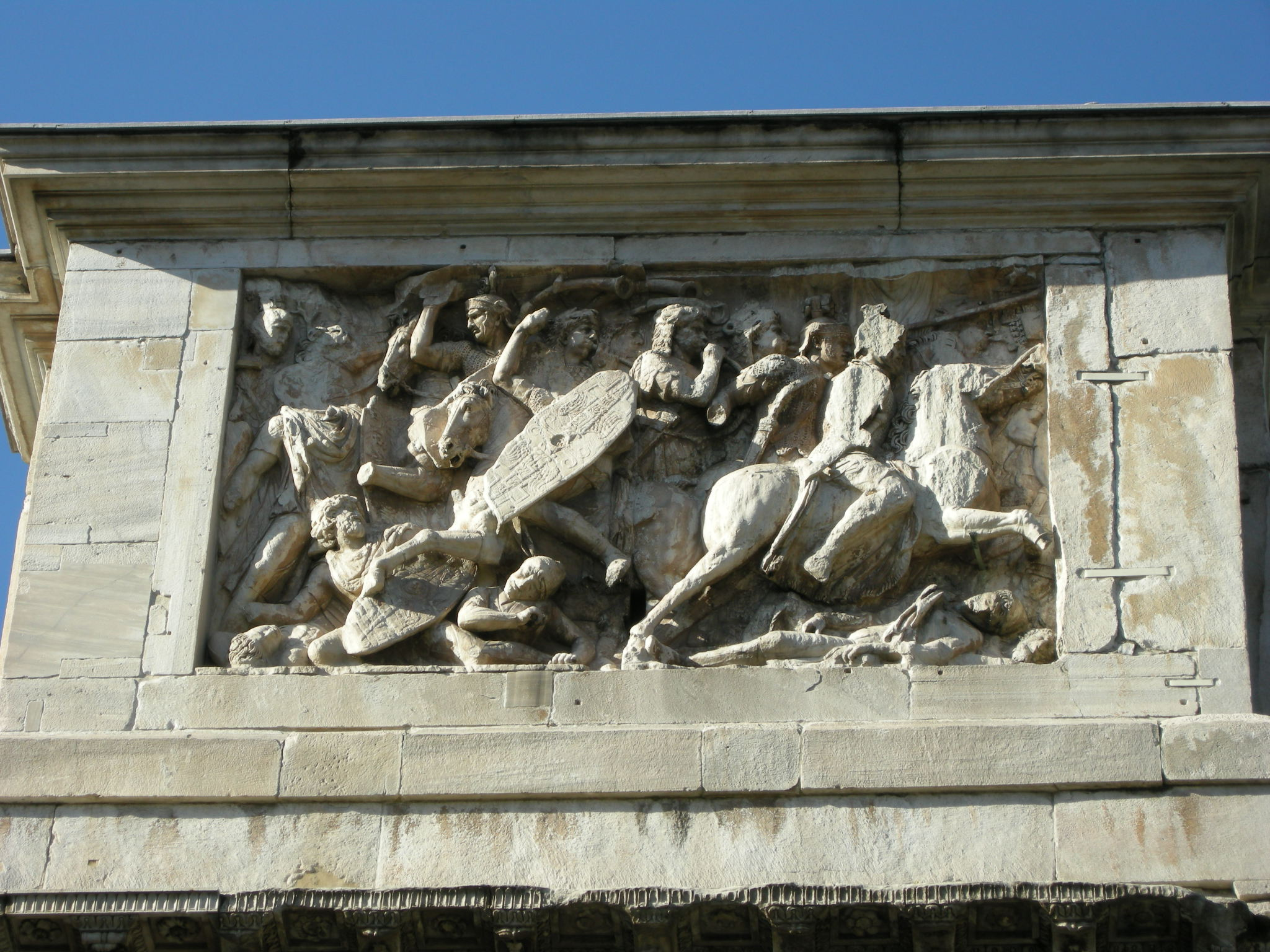
Fragment din Marea Friză a lui Traian reutilizat pe Arcul lui Constantin.
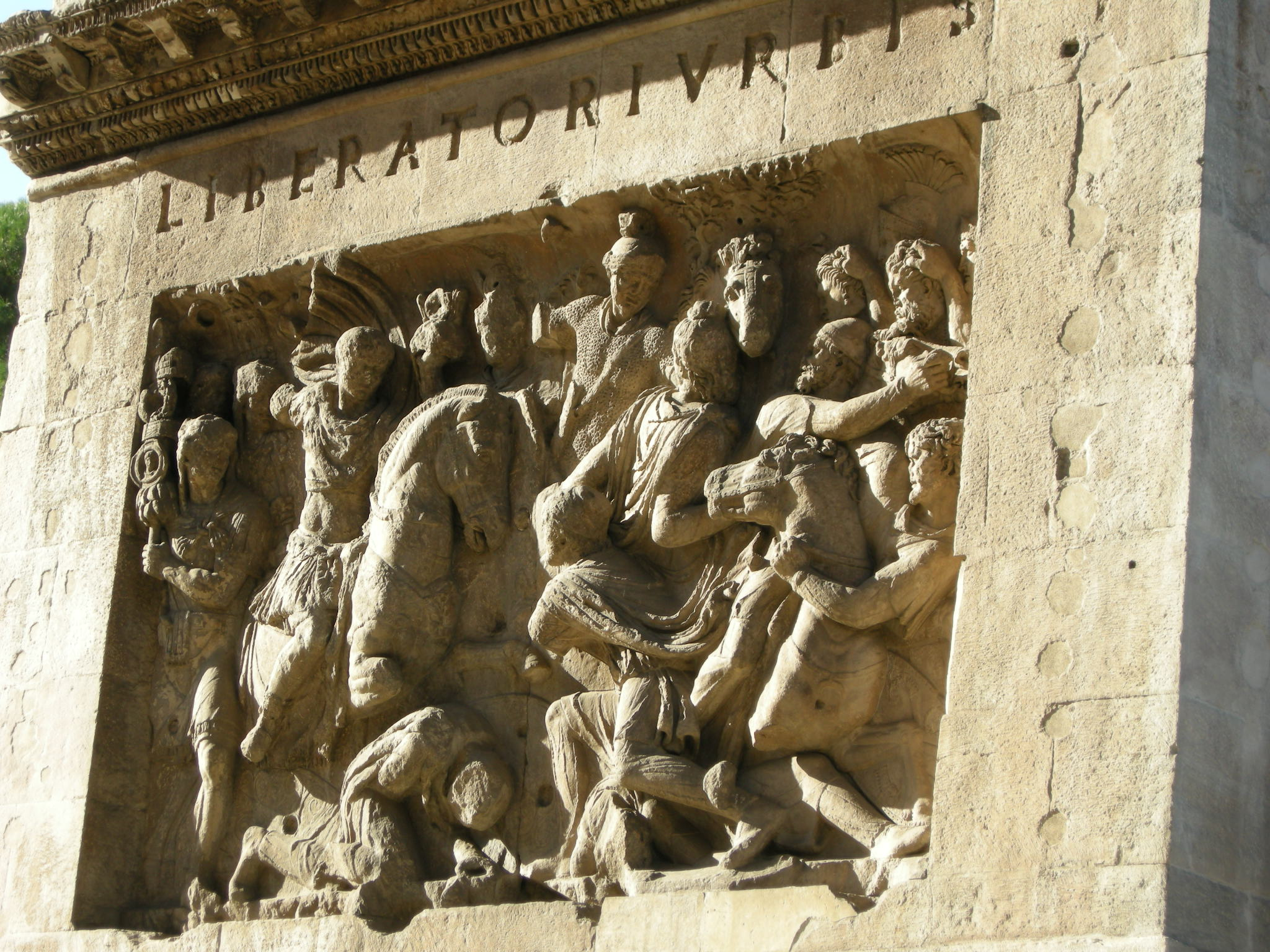
Fragment din Marea Friză a lui Traian reutilizat pe Arcul lui Constantin.
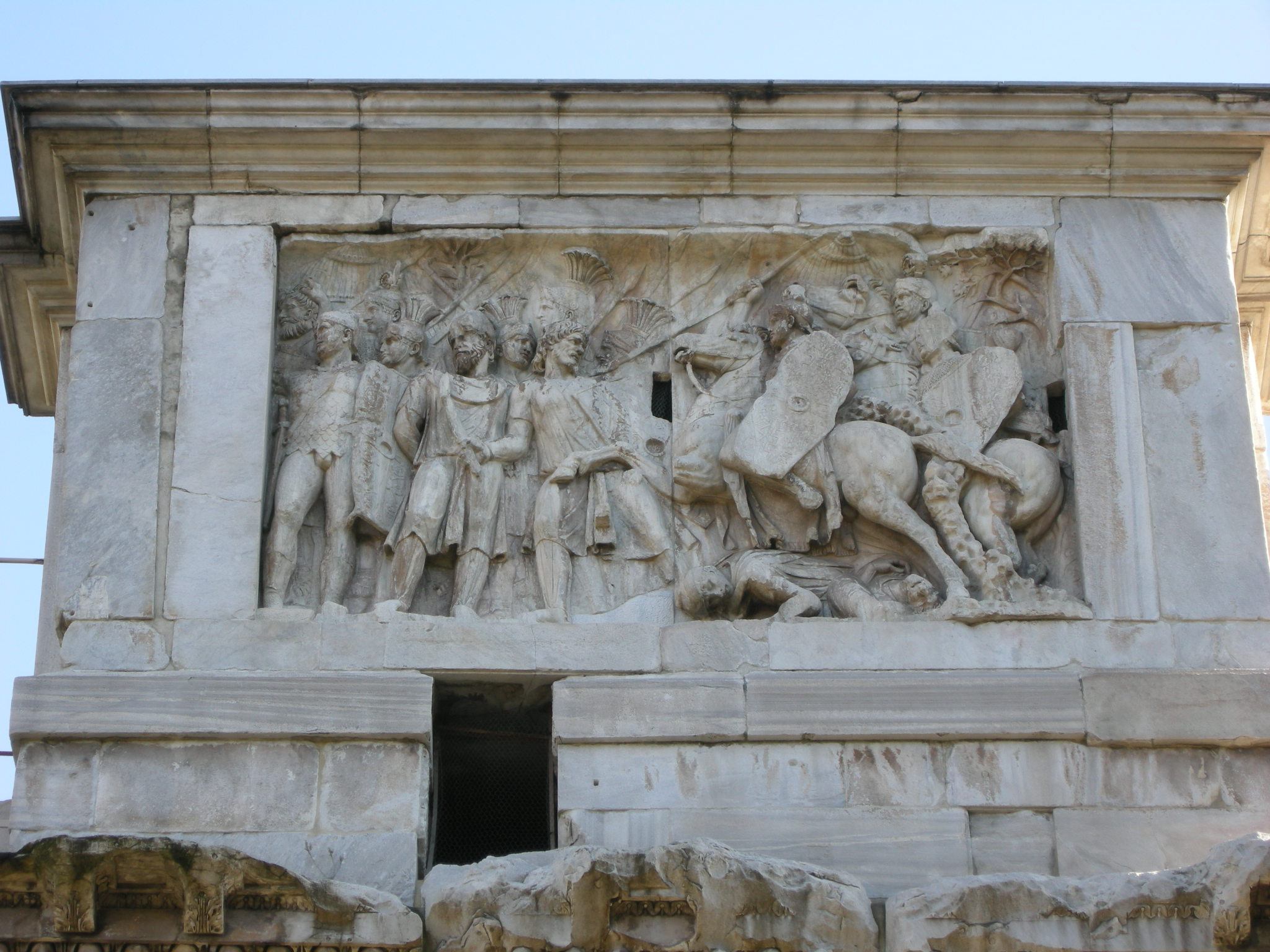
Fragment din Marea Friză a lui Traian reutilizat pe Arcul lui Constantin.

### Interioară

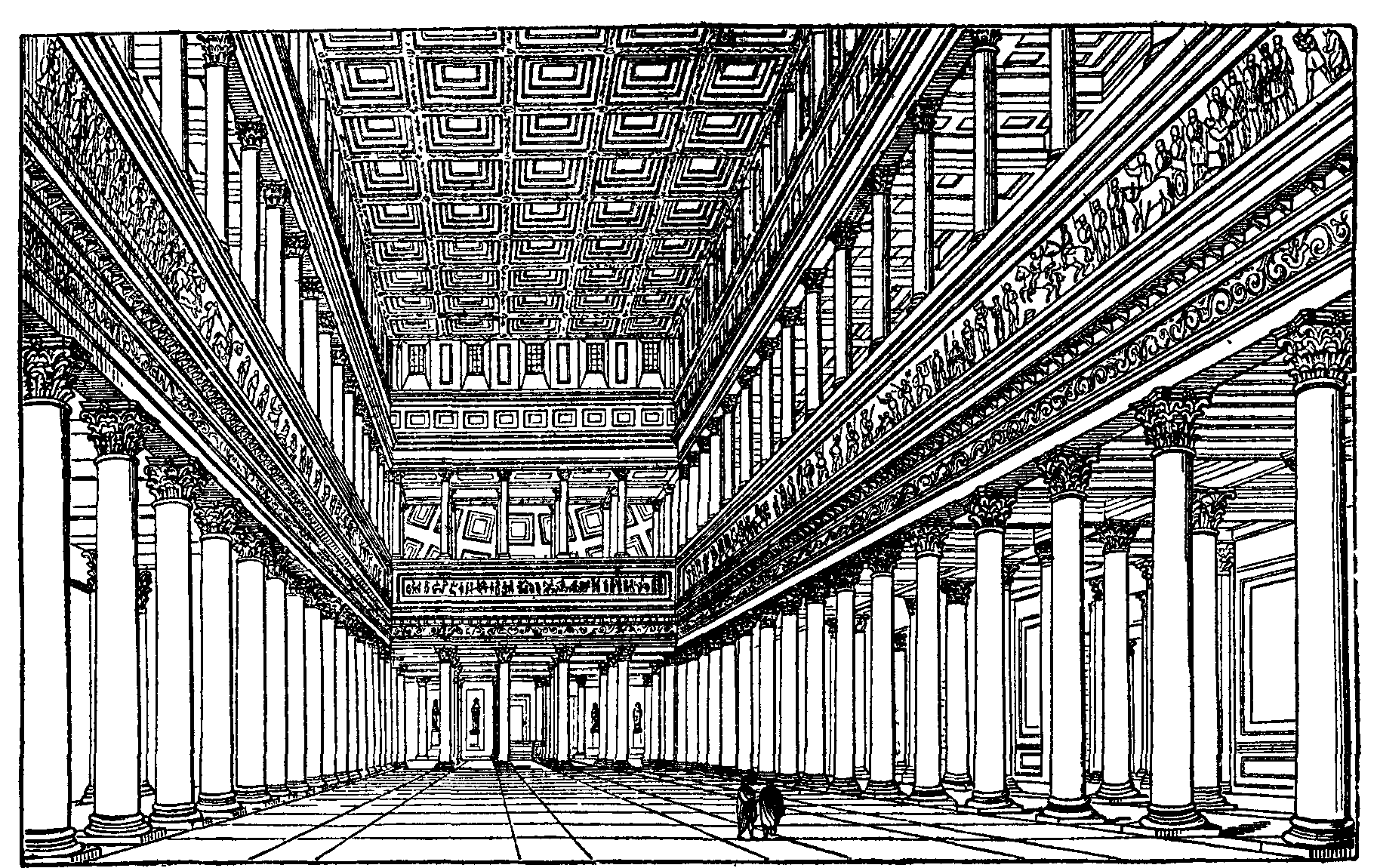
Reconstituire a interiorului bazilicii, Encyclopædia Britannica, 1911.

Interiorul este împărțit pe toată lungimea sa în cinci aripi (o navă centrală de 25 de metri lățime și navele colaterale de câte 5 metri lățime fiecare), separate de patru rânduri de 24 de coloane de ordin corintic. Coloanele de granit gri care înconjoară nava centrală sunt mai mari decât celelalte, care sunt din marmură cipollino. Decorul interior amintește de victoriile lui Traian în Dacia, cu statui de marmură ale prizonierilor daci. Friza interioară prezintă Victorii tauroctonice (adică Victorii prezentate în timp ce sacrificau tauri) și candelabre decorate cu ghirlande. Este posibil ca Marea Friză a lui Traian, în loc să decoreze aticul, să fi fost de fapt expusă pe peretele lung opus intrării principale.Nava centrală ocupă întreaga înălțime a clădirii și se deschide spre un etaj al doilea, ai cărui pereți sunt străpunși de ferestre mici care lasă să pătrundă lumina. Podeaua este decorată cu marmură policromă din toate provinciile Imperiului, alternând motive rotunde și pătrate în nava centrală și plăci dreptunghiulare în navele laterale. La fiecare capăt al bazilicii, absidele sunt separate de corpul central printr-un rând de coloane.

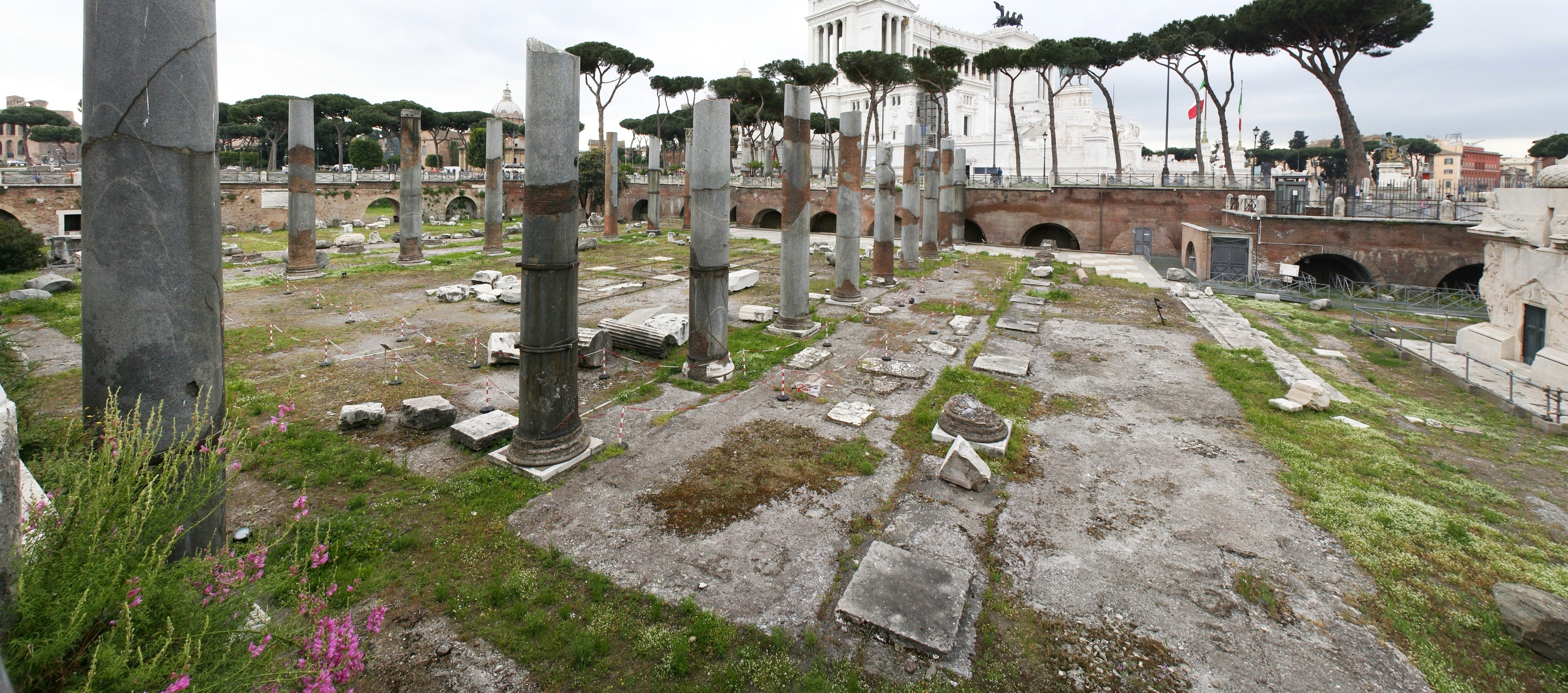
Vedere de ansamblu al vestigiilor Bazilicii Ulpia. În dreapta, piedestalul Columnei lui Traian.

## Săpături arheologice

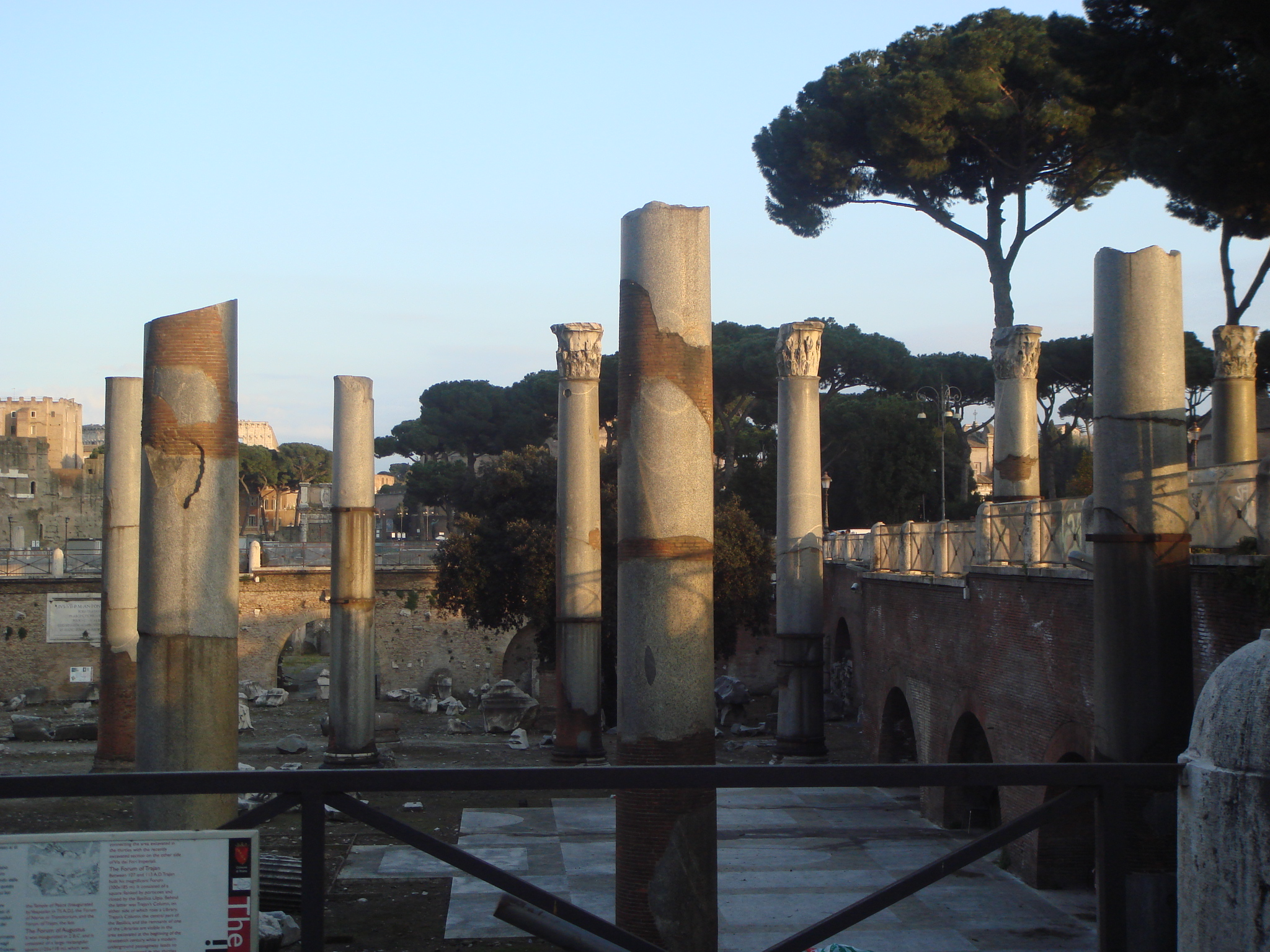
Rămășițele Bazilicii Ulpia din Roma, o parte a Forumul lui Traian.

Bazilica Ulpia a fost excavată pentru prima dată de guvernul francez ocupant al lui Napoleon Bonaparte în 1813, după ce două mănăstiri de pe amplasament au fost demolate (Santo Spirito și di Santa Eufemia). În 1814 papa Pius al VII-lea s-a întors din exil și a reluat săpăturile: sub Pius, coloanele de granit gri au fost reasamblate pe bazele lor și au fost construite zidurile pentru a delimita zona de săpături. Săpăturile au scos la iveală și rămășițele rare ale pavajului din marmură, care au dispărut treptat de-a lungul secolului al XIX-lea din cauza turiștilor rapaci.
Clement al VII-lea a îndepărtat mai multe dintre coloanele de marmură galbenă antică care odată flancau ușile structurii fiind mutate la Bazilica Sf. Petru, unde au fost ridicate în transept, în timp ce una a mers către Palatul Lateran.
O parte din fundația bazilicii continuă și astăzi sub Via dei Fori Imperiali modernă, un drum strategic construit sub Benito Mussolini.
Reconstrucția bazilicii, planificată de fostul primar al Romei, Ignazio Marino, în 2014, a început în 2021. Lucrările vor fi realizate prin metoda anastilozei, în care ruinele sunt restaurate folosind elementele arhitecturale originale. Fondurile pentru reconstrucție, în valoare de 1,5 milioane de euro, au fost donate de oligarhul uzbeko-rus Alișer Usmanov.